# مایل‌ها دور از خانه
مایل‌ها دور از خانه (به انگلیسی: Miles from Home) فیلمی محصول سال ۱۹۸۸ و به کارگردانی گری سینایس است. در این فیلم بازیگرانی همچون ریچارد گی‌یر، کوین اندرسون، پنه‌لوپه آن میلر، هلن هانت، تری کینی، برایان دنهی، لاری میت کالف، جودیت آیوی، جان مالکوویچ، لورا سن جاکومو و مویرا هریس ایفای نقش کرده‌اند.